# Bălășești (okręg Gałacz)
Bălășești – wieś w Rumunii, w okręgu Gałacz, w gminie Bălășești. W 2011 roku liczyła 1148 mieszkańców.